# マスクレス リソグラフィ
マスクレス・リソグラフィは感光性乳剤(又はフォトレジスト)に投影を用いない又は、フォトマスクを透過せずに露光する。 
代わりに一般的には露光には焦点を合わせた細いビームを用いる。ビームはフォトレジストに直接描画する為に用いられ、1度に単一又は複数の画素を露光する。マイクロニック・レーザーシステムやハイデルベルグ・インスツルメンツ・ミクロテクニック社によって開発された代替方法はフォトレジスト上にプログラム可能な反射式フォトマスクで走査する事によって描画する。この方式の高い生産性と柔軟性において利点を有する。両方式はフォトマスクのパターンの製造法として認識される。
マスクレスリソグラフィーの利点はリソグラフィーのパターンを新しいフォトマスクの製造費用を伴わずに変更できる事である。これはマルチパターニングにも利便性をもたらす。

## マスクレス・リソグラフィの形態
現在マスクレスフォトグラフィーの主な形式は電子線と光学式である。さらに焦点を合わせたイオンビーム式が開発され、障害分析や修正の用途において重要である。

### 電子線
現在、最も一般的に使用されるマスクレスリソグラフィーは電子線リソグラフィである。加速した電子線(~10 eV to ~100 keV)によって幅広い用途に対応できる。これは既にウエハーレベルでeASIC社の量産の製造工程の一部に使用され、通常は電子線直接描画で低費用でASICを製造する目的で使用される。
大半のマスクレスリソグラフィーシステムは現在マルチパイル電子線の使用を元に開発された。目標は複数の平行のビームで大面積の露光を速やかにする事である。しかしながら、(クーロンの法則により)隣接するビームが互いに影響するので困難である。

### 光学式
レーザー光直接描画式は最も普及した光学式マスクレスリソグラフィーで研究開発の分野において柔軟性に富み、使用が容易で費用対効果が優れる。この装置はサブマイクロメートルの解像度で素早く描画でき、約200 nmまたはそれ以上のサイズで性能と費用の競争力がある。
干渉リソグラフィーは他の方式の光学式マスクレスリソグラフィーであるが繰り返しパターンのみに限られる。
解像度を高める為に、約100 nm以下の解像度に達する為に可視光よりも波長の短い紫外線が使用される。主な光学式マスクレスリソグラフィーシステムは現在半導体や液晶産業でフォトマスクを製造する為に開発される。
2013年、Swinburne工科大学は異なる波長の2本の光学ビームを組み合わせて使用することにより9 nmのサイズに52 nm間隔に到達したと発表した。

### 集束イオンビーム
集束イオンビームシステムはイオン注入用や他の形式では対応できない用途において現在一般的に使用される。

### プローブ・チップ・コンタクト
IBMは原子間力顕微鏡の技術を元にした代替マスクレスリソグラフィーを開発した。参照. さらにディップ・ペン・ナノリソグラフィーがサブマイクロメートル用の課題解決策として検討される。

## マスクレスリソグラフィーの将来
マスクレスリソグラフィーは既にフォトマスクの製造において使用され限定的ではあるが量産される半導体ウエハーにおいても使用される。大量生産に導入する為にはまだまだ乗り越えるべき壁がいくつか存在する。第一にマスクレス技術が広範囲にわたる事である。電子線の分野においてさえ複数の業者(マッパー・リソグラフィー、キャノン、アドバンテスト)が異なる方式やビームのエネルギーで参入している。第2に需要に応じる為には毎時10枚のウエハーを処理する必要がある。第3に開発と実証の為にテラバイト規模の)大規模なデータ量を扱う容量と能力が要求される。
近年、アメリカではDARPAとNISTはマスクレスリソグラフィーに向けた支援を縮小した。
ヨーロッパの新しい計画では2009年に32-nm ハーフ・ピッチでの集積回路の製造にマスクレスリソグラフィーの導入を支援する。 計画の名称はMAGIC、或いは“MAskless lithoGraphy for IC manufacturing,”で第7次 EC フレームワーク計画 (FP7)である。
マルチパターニングにより既存のリソグラフィも解像度を高めているのでマスクレスリソグラフィが普及するためにはさらに改良が必要である。